# Detsembrikuumus
Detsembrikuumus ("Decemberhetta") är en estnisk dramafilm från 2008 i regi av Asko Kase, med Sergo Vares, Tõnu Kark, Liisi Koikson och Mait Malmsten i huvudrollerna. Den handlar om statskuppsförsöket i Estland 1924, ett kommunistiskt försök att störta Estlands regering och införliva landet i Sovjetunionen. Filmen hade premiär 16 oktober 2008. Den hade 50 369 biobesök i hemlandet, vilket gjorde den till årets mest sedda inhemska film och den sjunde mest sedda filmen totalt i Estland under 2008. Den var Estlands Oscarskandidat 2009.

## Medverkande
- Sergo Vares som Tanel Rõuk
- Liisi Koikson som Anna Rõuk
- Tõnu Kark som general Põdder
- Mait Malmsten som advokat Jaan
- Tambet Tuisk som specialist
- Carmen Mikiver som Elis Kingissepp
- Ain Lutsepp som Julius Saarepuu
- Emil-Joosep Virkus som Joosep Saarepuu
- Piret Kalda som Maret Saarepuu
- Priit Pedajas som general Unt
- Ilkka Koivula som Kuusinen
- Jevgeni Knjazjev som Zinovjev
- Roman Kalkajev som Berzhins
- Tiit Sukk som Indrek
- Andres Mähar som Mait